# BE Junior Circuit 2011/12
Der BE Junior Circuit 2011/12 (Abkürzung für Badminton Europe Junior Circuit 2011/12) war die elfte Auflage des BE Junior Circuits im Badminton. 19 Turniere gehörten zur Wettkampfserie.

## Turniere
| Nr. | Turnier                      |
| --- | ---------------------------- |
| 1   | Bulgarian Juniors            |
| 2   | Ukraine Juniors              |
| 3   | Belgian Juniors              |
| 4   | Lausanne Youth International |
| 5   | Croatian Juniors             |
| 6   | Danish Junior Cup            |
| 7   | Slovenian Juniors            |
| 8   | Slovak Juniors               |
| 9   | Czech Juniors                |
| 10  | Ramenskoe Juniors            |
| 11  | Portuguese Juniors           |
| 12  | Finnish Juniors              |
| 13  | Polish Juniors               |
| 14  | Spanish Juniors              |
| 15  | Dutch Juniors                |
| 16  | German Juniors               |
| 17  | Hungarian Juniors            |
| 18  | Uppsala Juniors              |
| 19  | Italian Juniors              |